# Blagaj Rijeka
Blagaj Rikeka (szerbül: Благај Ријека), falu Bosznia-Hercegovinában, Bosanska krajina területén, Novi Grad községben, a Szerb Köztársaságban. 

## Fekvése
Bosznia-Hercegovina nyugati részén, Banja Lukától légvonalban 64, közúton 76 km-re északnyugatra, községközpontjától légvonalban 4, közúton 5 km-re keletre, a Japra és a Szana folyók összefolyásával szemben és a tőle északra fekvő dombvidéken, 120 – 350 méteres tengerszint feletti magasságban fekszik. Nevét onnan kapta, hogy a Rijeka-patak torkolatánál fekszik.

## Népessége
| Nemzetiségi csoport | Népesség 1991 | Népesség 2013 |
| ------------------- | ------------- | ------------- |
| Szerb               | 184           | 145           |
| Bosnyák             | 749           | 395           |
| Horvát              | 2             | 0             |
| Jugoszláv           | 34            | 0             |
| Egyéb               | 11            | 14            |
| Összesen            | 980           | 554           |

## Története
A vártól északra emelekdő Ševića glavicán található lelőhely leleteinek tanúsága szerint a település területe már a bronzkorban is lakott volt. Az illírek idejében ezt a területet a maezei törzs lakta. Az itt található vasérc miatt már ekkor megindult a bányászati és kohászati tevékenység. Az utolsó nagy illír felkeléssel (Baton felkelésével) ez a terület is a Római Birodalom része lett. Ezután kezdődött az itteni vasgyártás aranykora, amely a Római Birodalom összes fegyvergyárát ellátta.
A Szana-folyó melletti birtokot 1200-ban Imre királytól kapta a Babonics család, melynek leszármazottja, Babonics II. Radoszláv a 13. század végén, vagy a 14. század elején, a falutól északra a ma Derviš kulának nevezett magaslaton Blagaj néven várat épített. Később a család ezen ága a várról felvette a Blagaji nevet. A család később még több birtokot szerzett és Horvátország egyik leggazdagabb főúri családja lett. A vár és uradalma ezután egészen a török hódításig a Blagaji grófok uralma alatt állt. A térség 1537-ben (mások szerint 1512-ben) Blagaj várának elestével került török kézre és a Klisszai szandzsákhoz tartozott. Blagajt a törökök nem semmisítették meg, hanem erős őrséget helyeztek el benne, mely mustahfizokból állt, akik zsoldosok voltak. Egy korabeli forrás szerint, melyet Gázi Huszrev bég szarajevói könyvtárában őrzinek 1555-ben fizetésüket a srebrenicai mukatból fizették, aminek akkori eminje (vagyonkezelője) Abduljelil bég volt, megbízottja pedig Husszein bég volt.
A vár és a település 1878-ig tartozott az Oszmán Birodalomhoz, ekkor a berlini kongresszus határozata alapján az Osztrák-Magyar Monarchia része lett. 1879-ben az első osztrák-magyar népszámlálás során Novi község részeként Blagaj településnek 88 háztartása és 489 muszlim lakosa volt. 1910-ben a Novi járás és Blagaj község részeként Blagaj Rijeka faluban 73 háztartást, 124 ortodox szerb, 266 muszlim és 4 katolikus lakost találtak. A ma szintén Blagaj Rijekához tartozó Derviši faluban 8 háztartásban 65 ortodox szerb lakott.
A monarchia szétesésével 1918-ben előbb a Szerb-Horvát-Szlovén Királyság, majd 1929-től a Jugoszláv Királyság része. 1921-ben Blagaj községnek 155 háztartása és 811 lakosa volt.
Jugoszlávia megszállása után a falu a Független Horvát Állam (NDH) része lett. 1945-től a település a szocialista Jugoszlávia része volt. A Bosznia-Hercegovinában zajló polgárháború idején a település a Boszniai Szerb Köztársaság része volt. A daytoni békeszerződést követő területfelosztásnál a település, Novi Grad község részeként a Szerb Köztársaság területéhez került.   

## Nevezetességei
- Crkvina – római település, középkori templom és temető maradványai. A várral egy szintben, tőle északra nagy területen szétszórtan római építőanyag maradványai, köztük sok római tégla tallható. A lelőhely még nem volt régészetileg feltárva. Ennek közelében a dombnyeregben középkori templom romjai láthatók, mely valószínűleg Blagaj várához tartozott. Falai ma is mintegy egy méteres magasságban állnak, a keleti oldalon a félköríves apszissal. a templom romjai körül sírköves középkori temető maradványai találhatók.[9]

- Derviš kula – A falutól északra emelkedő Derviš kulának nevezett magaslaton találhatók Blagaj középkori várának tekintélyes romjai. A várat a Babonicsok építették, akiknek egyik ága a 14. században a várról felvette a „Blagaji” előnevet. Legősibb része a 10x10 méteres nagyságú lakótorony volt, melynek már csak az egyik sarka és a hozzá kapcsolódó oldalfalak állnak. A torony romaitól nyugatra egy magányos fal látható, mely talán a várpalota végében állt toronyhoz tartozhatott. Ezt a két tornyot kötötte össze a palotaszárny, mely patkó alakban húzódott a tornyok között. Amikor 1537-ben a török a várat elfoglalta egy sokszögletű bástyákkal megerősített alsóvárat épített köré, mely kétharmad részben fogta körül a régi várat. Ennek a kapuja az északi oldalon volt, amelyhez vezető út ma is jól kivehető. Az alsővár falai már csak nyomokban látszanak. Ennek a területén volt a dzsámi, melynek kövezett platója ma is látható. A vár területét mára az erdő teljesen benőtte.[10] A vár falaiba láthatóan római téglákat is beépítettek, melyeket a közeli római épületekből hoztak.[9]

- Ševića glavica – őskori erődítmény maradványai, melyek egy 100 méteres hosszúságú és 10 méteres szélességű gerincen találhatók. A kultúrréteget és az erődítések maradványait mára megsemmisítette a talajerózió. A lelőhely korát a bronzkorra és a vaskorra teszik.[9]